# Villarrubia de los Ojos (kommun)
Villarrubia de los Ojos är en kommun i Spanien.   Den ligger i provinsen Provincia de Ciudad Real och regionen Kastilien-La Mancha, i den centrala delen av landet, 130 km söder om huvudstaden Madrid. Antalet invånare är 11 116.